# 桑巴爾人

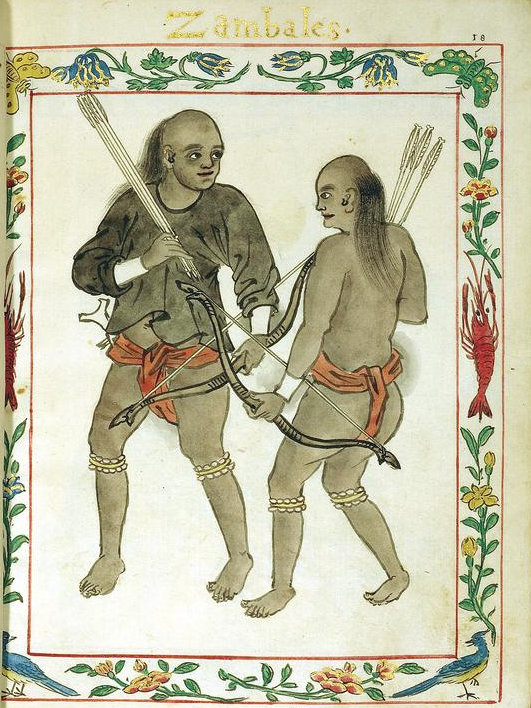

桑巴爾人，是菲律賓呂宋島上的族群，主要生活在三描禮士省和邦阿西楠省的博利瑙、安達和因凡塔市。該術語也可以指三描禮士的一般居民。在1950年代，來自三描禮士北部城市的數百名桑巴爾人遷移到巴拉望島的奎松市;這個定居點被命名為Panitian。居民稱自己為Palawenyong Sambal，他們也生活在馬尼拉大都會。

## 歷史
桑巴爾人是菲律賓三描禮士省的原始南島居民。他們主要講桑巴爾語和博托蘭語，以及邦板牙語、他加祿語、伊洛卡諾語、博利瑙語和邦阿西楠語。桑巴爾語與邦板牙語語言以及他加祿語的古老形式關係最為密切。他們本來生活在黎剎省附近，後來他加祿人進入他們的地方把他們驅往三描禮士山脈並取代了阿埃塔人。
桑巴爾人是好戰和兇猛的戰士，因對基督教定居點的血腥襲擊而臭名昭著。他們被歐洲作家描述為使用毒箭的優秀弓箭手。他們還裝備有短矛、短刃或匕首，並攜帶大型矩形盾牌。
西班牙統治早期的三描禮士地區描述為人口稀少，只有少數桑巴爾人村莊，它們之間相距甚遠。每個村莊大約有十到三十個家庭，經常與其他村莊交戰。桑巴爾人是獵頭人，與科迪勒勒山區原住民有著相似的獵頭傳統。戰士的地位與他們殺死敵人的數量有關。他們保留了一系列骷髏或來表明這一點，這也由佩戴在身體上的某些裝飾品來代表。當一個人以暴力或自然方式死亡時，直系男性親屬會戴上一條黑布條以表示哀悼。他們將被禁止唱歌、跳舞或參加慶祝活動，直到他們殺死敵人。社區內的殺人犯也會被判處死刑，除非死者家屬接受一定數量的金銀或奴隸的支付。其他習俗包括他們生吃卡拉寶水牛腸，或者只有長子和次子繼承了父親的財產，而其餘的則被奴役或在儀式中被犧牲。
在西班牙最初的一百年裡統治下的桑巴爾人，就像殖民時代菲律賓的大多數其他非西班牙群體一樣，他們的村莊結構被重組，並被迫重新編入，以便將他們同化到西班牙的文化規範中。
在殖民時期，桑巴爾人主要生計是出售有價值的木材，他們把這些木材運送前往馬尼拉。這種貿易經常成為摩洛人海盜的目標，導致該省在18世紀和19世紀相對貧困。三描禮士地區人煙稀少的山谷後來也被移民定居，主要來自伊羅戈斯和他加祿語地區，導致桑巴爾人身份和語言的現代衰落。
在1950年代，數百名來自三描禮士的坎德拉里亞、聖克魯斯和馬辛洛克的桑巴爾人遷移到巴拉望島南部一個未開發的森林地區。他們建立了一個定居點，後來被命名為帕尼蒂安。

## 宗教
自西班牙殖民之前，桑巴爾人就擁有複雜的土著宗教。最高級別的薩滿被稱為bayoc。只有bayoc才能主持儀式並向Malayari或 Malyari 獻祭，Malayari 或 Malyari是的桑巴爾人至高無上的存在和創世神。其他仁慈的靈魂也受到崇拜，他們具有各種功能，主要是農業。